# Stephan Wefelscheid

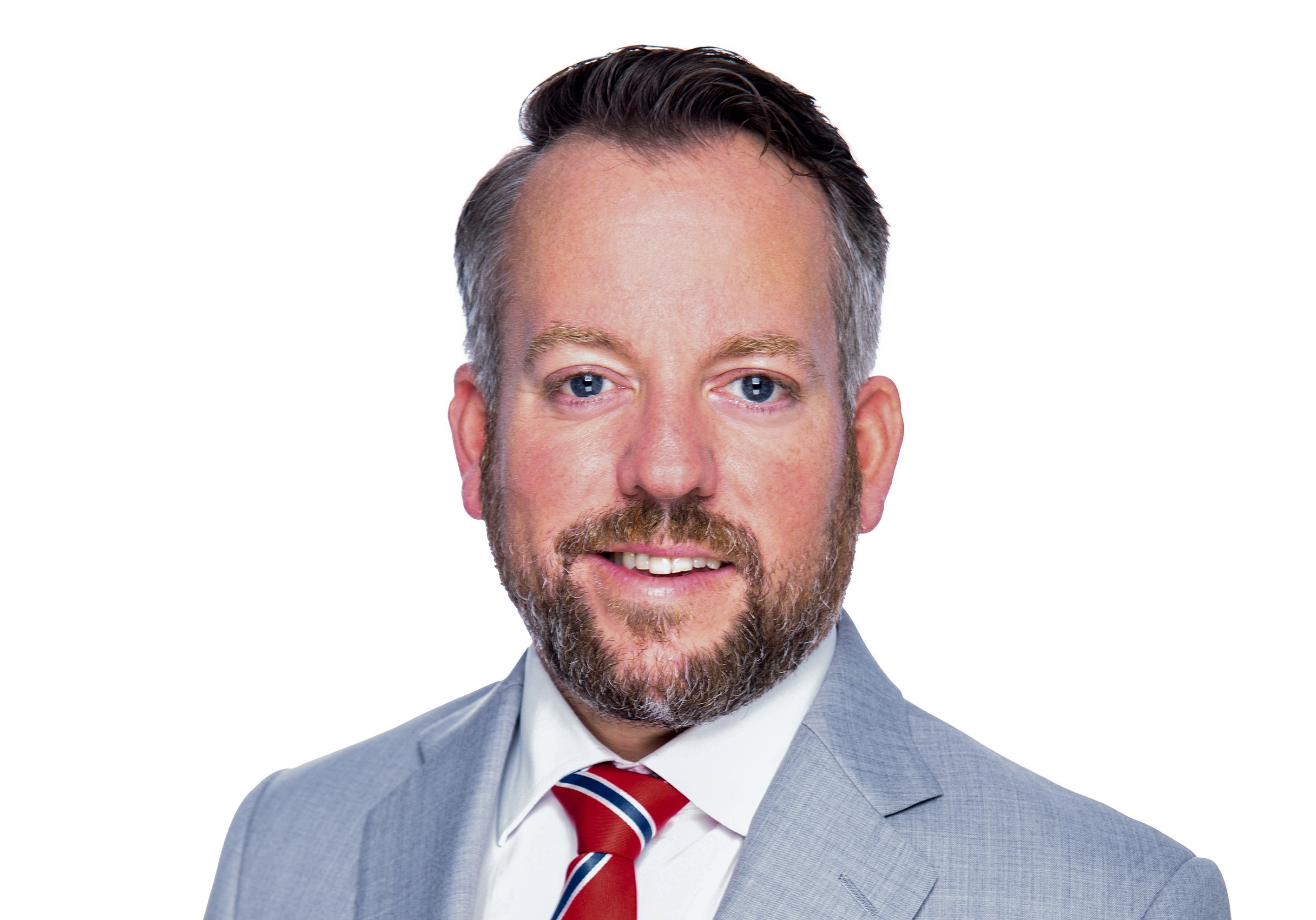
Stephan Wefelscheid

Stephan Wefelscheid (* 6. September 1978 in Koblenz) ist ein deutscher Rechtsanwalt, Politiker (FW) und seit 2021 Abgeordneter im Landtag Rheinland-Pfalz.

## Leben
Nach dem Abitur 1998 am Eichendorff-Gymnasium Koblenz und dem Wehrdienst studierte Wefelscheid Rechtswissenschaften an der Universität Konstanz. Seit dem zweiten Staatsexamen 2007 ist er als Rechtsanwalt tätig. Bei der Landtagswahl in Rheinland-Pfalz 2021 erhielt er ein Listenmandat für seine Partei.

## Politik
Wefelscheid trat 2010 in die Bundesvereinigung der Freien Wähler ein. Von 2012 bis 2014 war er Vorsitzender im Bezirk Rheinland-Pfalz Nord seiner Partei, seit 2013 ist er Bundesjustiziar und war von 2014 bis 2024 Landesvorsitzender in Rheinland-Pfalz. Er kandidierte seit 2013 bei Landtags-, Bundestags- und Europawahlen. Bei der Landtagswahl 2021 wurde Wefelscheid über die Landesliste in den rheinland-pfälzischen Landtag gewählt und übernahm in der Fraktion der Freien Wähler das Amt des Parlamentarischen Geschäftsführers. Im Untersuchungsausschuss 18/1 „Flutkatastrophe“ des Landtags Rheinland-Pfalz ist er Fraktionsobmann der Freien Wähler. Dort forderte er unter anderem den Rücktritt von Anne Spiegel, da diese in ihrer Funktion als rheinland-pfälzische Umweltministerin bei der Flutkatastrophe im Juli 2021 „versagt“ habe. Ebenso kritisierte er das dienstliche Verhalten des damaligen Landrats Jürgen Pföhler.
Ende Juni 2024 unterlag Wefelscheid bei der Wahl zum Fraktionsvorsitzenden der Landtagsfraktion dem Mitbewerber Helge Schwab. Zur anschließenden Wahl des Parlamentarischen Geschäftsführers der Fraktion trat Wefelscheid nicht mehr an. Die Tagesschau berichtete davon, dass es zuletzt Kritik aus den Reihen der anderen Abgeordneten an seinem Umgangsstil innerhalb der Fraktion gegeben haben soll.